# Cojutepeque
Cojutepeque es una ciudad de El Salvador, cabecera del Departamento de Cuscatlán, y uno de los distritos del municipio de Cuscatlán Sur. En el año 2024 tenía una población de 46.839 habitantes según el censo de población y vivienda 2024 y su superficie es de 31,43 km². Es una ciudad con una rica vida comercial, centro de intercambio de una amplia zona.

## Toponimia
El doctor Barberena, en una monografía de Cuscatlán, afirma que unos la interpretan como «Cerro de los Pericos» y otros como «Cerro de los Coyotes» o como «Cerro de los Faisanes», como 'Kushul', «Faisán» y 'tepet', «Cerro».
La palabra Cojutepeque provendría de la palabra náhuat Kuyutepet, donde 'Kuyut': «Coyote» y 'tepet': «Cerro», significando literalmente «Cerro de Coyotes».

## Geografía física

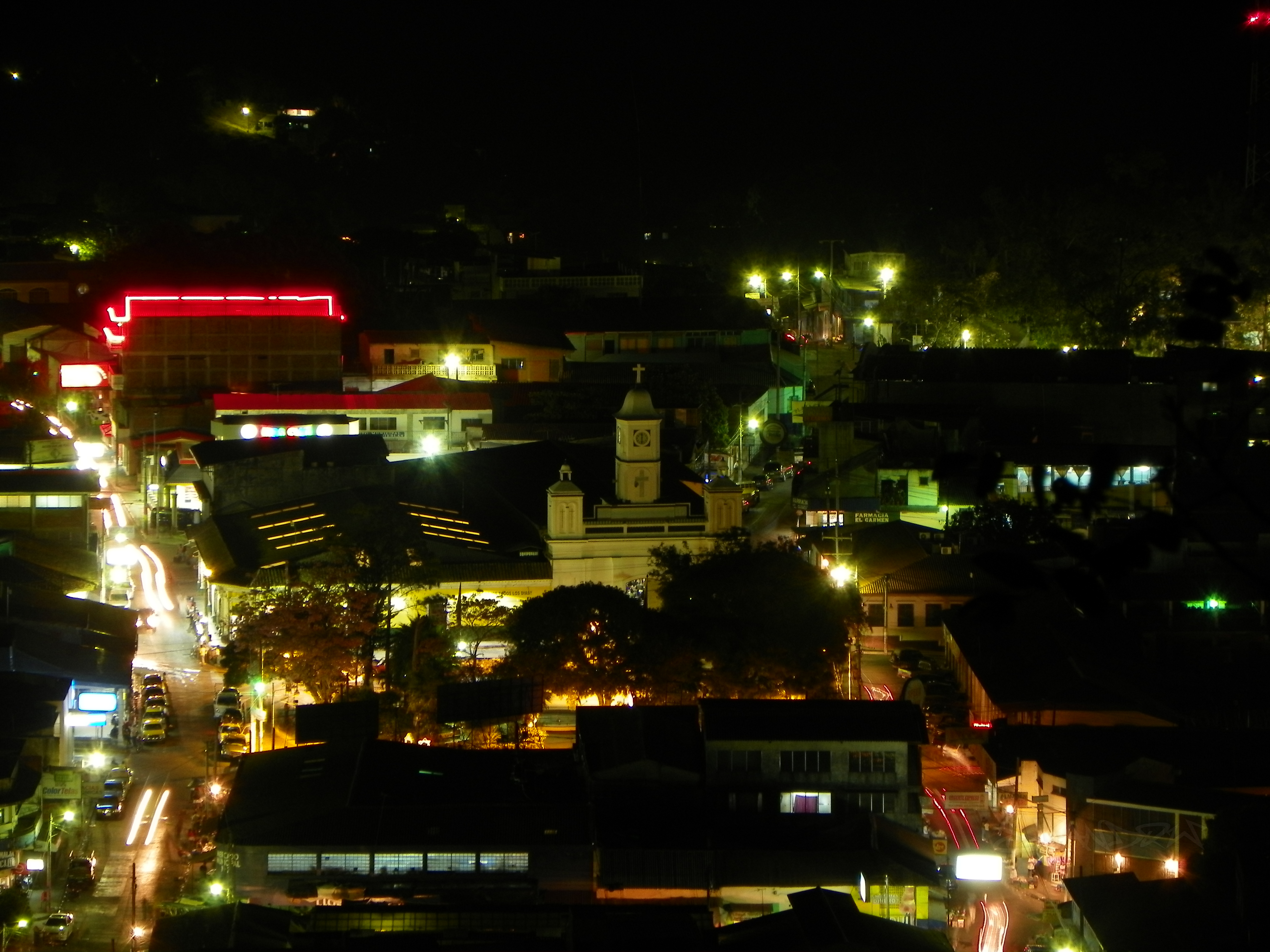
Cojutepeque de noche

Se encuentra a 28 km al oriente de San Salvador, a 1003 m s. n. m. en las faldas del Cerro de las Pavas, tesoro natural. Su clima es fresco. Anteriormente, cuando las calles eran empedradas y había una adecuada filtración de agua hacia el subsuelo, por las tardes y noches solía formarse una densa capa de niebla, por lo que era conocida poéticamente como La Ciudad de las Neblinas. El nombre emblemático aún persiste, aunque ahora solo a veces se cubre de neblina.

## Historia
El pueblo de Cojutepeque es uno de los más antiguos de El Salvador, existiendo en tiempos precolombinos desde que migrantes pipiles se establecieran en el cantón Cujuapa, el cantón Arenal y cantón Ojo de Agua en el siglo XI. Pasaría a formar parte del Señorío de Cuzcatlán. Para inicios de la época colonial, la población era sólo indígena y no fue hasta 1659 cuando comenzaron a llegar familias españolas.
La iglesia de San Juan Mártir fue construida en 1612 y la iglesia de San Sebastián se construyó después de 1680. En 1787, obtiene el título de villa.
En el 20 de noviembre de 1846, obtiene el título de Ciudad Leal por decreto ejecutivo expedido por el presidente Eugenio Aguilar.
Ha sido capital de la República en cuatro ocasiones  (1832, 1834, 1839, y de 1854 a 1858).
Después del terremoto del 16 de abril de 1854 que destruyó la ciudad de San Salvador, el gobierno se trasladó provisionalmente en la ciudad de Cojutepeque. El gobierno residió en la ciudad hasta el 28 de junio de 1858.
En 1860, un incendio destruye la iglesia de San Juan Bautista.
El alcalde electo para el año de 1863 era el señor don Ramón Acevedo.
En el 28 de septiembre de 1894, el gobierno provisional de Rafael Antonio Gutiérrez acordó establecer un hospital cuya primera junta directiva fue presidida por el general Segundo Ruano Rivas y vicepresidente presbítero Rosendo Alvarenga.
En el 12 de abril de 1901, la Asamblea Nacional Legislativa decretó que del valor fiscal de cada botella de aguardiente que se expenda en los depósitos nacionales del Departamento de Cuscatlán se destinen 3 centavos cuyo producto se invertirá exclusivamente en la introducción de agua potable a la ciudad. El decreto es sancionado por el presidente Tomás Regalado en el 25 de abril. En el 25 de mayo, el Poder Ejecutivo, a propuesta del Gobernador del Departamento de Cuscatlán, organizó la Junta encargada de llevar a cabo la ejecución de la obra de introducción de aguas.
En la plaza de San Juan existió, hasta principios de este siglo[¿cuándo?], una hermosísima ceiba, a la que cantó con inspirados versos el bardo lugareño Rafael Cabrera: La Ceiba de mi Pueblo, Poema de la Nostalgia. El nombre de Rafael Cabrera está unido, en la inmortalidad, al de Ana Rosa Arias, como "Los poetas novios de Cuscatlán"

## Servicios públicos
Los servicios públicos con los que cuenta Cojutepeque son: Mercado, rastro, correo, telecomunicaciones, agua potable, alumbrado eléctrico, alcantarillado, buses, aseo, agencias bancarias, alcaldía municipal, Hospital Nacional, clínicas asistenciales, consultorios de ISSS, guardería infantil, Caja de Crédito, Juzgado de Paz, y Primera Instancia, Cámara de la Segunda Sección del Centro, radiodifusoras, cuerpo de seguridad, parques, canchas deportivas, centros escolares, Policía Nacional Civil (PNC), Cuerpo de Bomberos y una Oficina de Turismo.

## Patrimonio
- Iglesia de San Sebastián: De la cual únicamente queda la fachada pues en la reconstrucción del templo desarrollada en la década de 1980 fue retirado el altar mayor de estilo gótico, donde se encontraban las imágenes de los patronos San Sebastián y la Inmaculada Concepción, así como los patronos de los barrios de la ciudad: Sta. Lucía, San Nicolás, San José y el Corazón de Jesús.

### El Cerro de Las Pavas

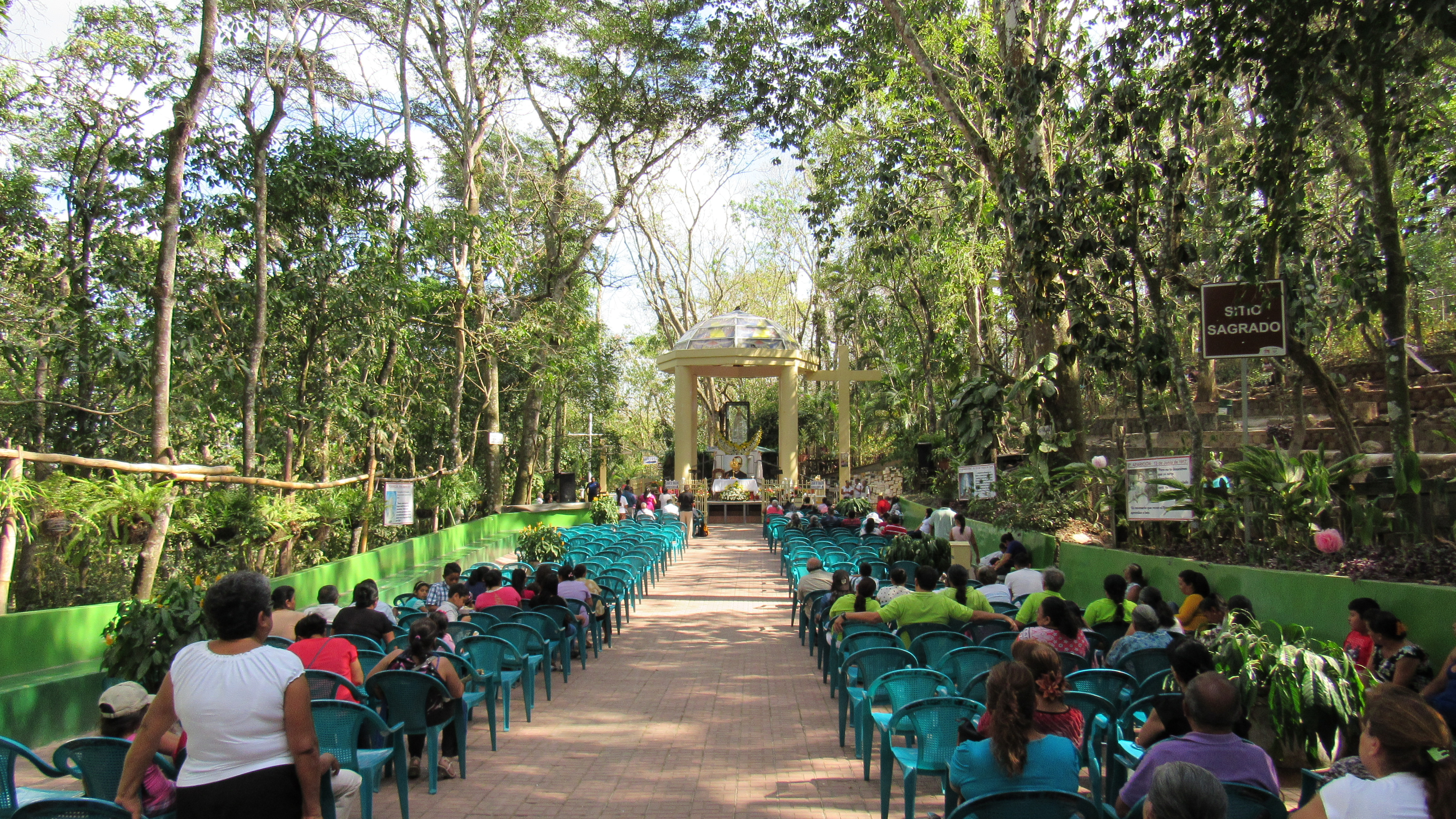
Vista del santuario de Fátima en el cerro de las pavas

Tiene una altura de 1089,66 metros sobre el nivel del mar. En lo alto del cerro se puede observar hacia el norte a la ciudad; al suroeste se disfruta de la mejor vista del lago de Ilopango; al sureste, el Valle de Jiboa, y el volcán de San Vicente. 
Para acceder a la parte de arriba existen tres vías: una de ellas es la calle adoquinada; otra, el zig zag, un camino ondulado por el que se asciende a pie y es una de las vías preferidas por los cojutepecanos, y una tercera es el llamado "camino de los gatos", que es una senda semiescondida a la izquierda del zig zag, cubierta por la vegetación del lugar.
El 25 de noviembre de 1949, el Congreso Mariano de San Salvador y las autoridades eclesiásticas inauguraron oficialmente en el Cerro de las Pavas un santuario a Nuestra Señora de Fátima , para lo cual recrearon una gruta de piedra, para los terremotos del 2001 el santuario se destruyó casi en su totalidad la gruta estaba construida con piedra roja extraída del mismo cerro y era resguardada en su parte posterior por una hilera de cactus, nuevamente fue reconstruido para volver albergar a la feligresía que visita el sitio santo. Las fiestas en su honor se celebran el 13 de mayo.

## Organización territorial
Cojutepeque está dividido en 7 barrios:
- Calvario, al oeste de la ciudad, con la iglesia de su nombre, el Tiangue y la pila de Cujuapa.
- San Nicolás, al suroeste.
- San José, al Sur.
- San Juan, al este, donde se ubica el cementerio. De ese barrio puede decirse que arrancan las carreteras que conducen a San Vicente, a una vía de San Ramón, y a la vía de San Cristóbal.
- Santa Lucía, también al este, inclinado al norte. De allí arranca otra carretera para San Vicente, vía San Rafael.
- Barrio Concepción, al norte, contiene el hospital, el parque y los riachuelos Tempisque y Tetita.

## Patrimonio cultural inmaterial

### Embutidos de Cojutepeque

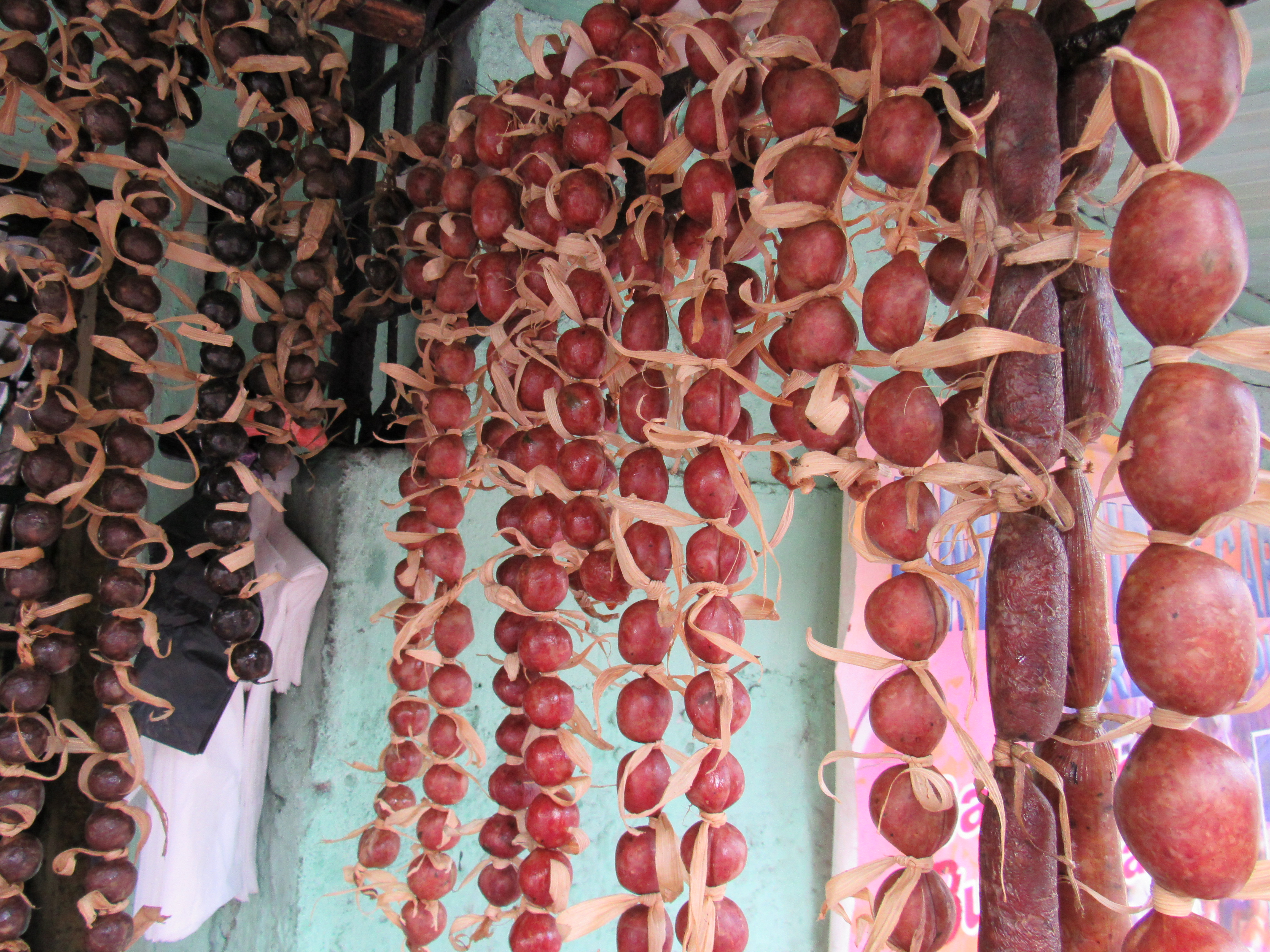
Variedad de embutidos de Cojutepeque.

Los primeros embutidos de Cojutepeque han podido ser rastraeados hasta el año 1740. cuando la colonia española liderada por Fernando VI y posteriormente Carlos III estaba en su apogeo en El Salvador y Centroamérica. El autor Jorge Lainez en su libro "Cojutepeque. Biografía de un pueblo" describe que durante la colonia, los españoles trajeron consigo la receta de los chorizos al pueblo de Cojutepeque y estos se degustaban en las casas de los colonos españoles.
Sin embargo, los actuales sabores y variantes de los embutidos que hay hoy en día en Cojutepeque son resultado de la inmigración catalana a El Salvador, aunque menos numerosa que otras como la gallega, esta dejó una huella significativa en la cultura gastronómica de Cojutepeque. Entre finales del siglo XIX y principios del XX, varios grupos de inmigrantes catalanes se establecieron en San Salvador, Santa Tecla, Quezaltepeque y en menor cuantía en Cojutepeque, donde la cocina catalana se fusionó con cocina pipil preexistente.
Una técnica traída de Europa
Durante la colonia los españoles trajeron la técnica de embutir carne, pero la fusión de sabores locales y europeos comenzó en el periodo postindependencia, cuando las mujeres catalanas recién asentadas en Cojutepeque comenzaron de forma habitual a enseñar a las mujeres locales las recetas catalanas.  Entre los conocimientos y técnicas propias traídas por los europeos están:
- Uso de tripas naturales como envoltorio para la carne.
- Curado al aire y ahumado, las cuales son básicas para la conservación.
- Especiado mediterráneo, con ingredientes como pimienta, ajo chino, nuez moscada y pimentón.
- Elaboración de productos tradicionales como la butifarra (Del catalán botifarra), El chorizo (Del catalán Xoriç) y el salchichón (Del catalán Salcichón).

La cocina Nahuapipil
Si bien no hay registro que los nahuapipiles del Señorío de Cuzcatlán elaboraran embutidos, si se sabe que contaban con métodos propios para preparar, especiar y conservar carnes:
- Ahumado con maderas locales y secado al sol.
- Uso de hojas de maíz o plátano como envoltorios.
- Condimentos autóctonos como achiote, chile y semillas de calabaza.
- Preparaciones con carnes de animales nativos como el pavo, el venado o jabalí.[12]

La Fusión en Cojutepeque
Esta interacción cultural que ocurrió a finales del siglo XIX dio lugar al origen de estos embutidos tan propios de El Salvador, resultado de combinar técnicas catalanas con ingredientes locales como el achiote. Entre los productos más representativos de esta fusión destacan:
- La butifarra de Cojutepeque: Inspirada en la botifarra catalana, pero adaptada con condimentos locales como el chile y el achiote, y en ocasiones cocida o frita.
- El chorizo de Cojutepeque: De sabor más intenso y picante que el Catalán, mezcla el curado europeo con especias cojutepecanas.
- El salchichón artesanal de Cojutepeque: Variante local del salchichón catalán, con un perfil de sabor que incorpora ingredientes salvadoreños.

Con el paso del tiempo y durante la primera mitad del siglo XX cada familia comenzó a preparar sus propias recetas, pero fieles a la enseñanza catalana, en donde variaban el tipo de carne a usar, cada familia usaba su combinación de especies y maderas para su ahumado o cocción. Para el año 1924 se tiene registro de un local que vendía chorizos en el pueblo bajo el nombre "Embutidos Amparito" pero fue hasta 1962 cuando Rosa de Alegría creara y registrara la primera marca comercial de Chorizos en El Salvador permitiendo así su comercializacion y distribución en el resto del país y posteriormente su exporación.
En la actualidad en todo el municipio se pueden comprar chorizos y se encuentran mujeres vendiendo al paso de los autobuses interurbanos que transitan por la Carretera Panamericana. Durante la campaña presidencial de Antonio Saca prometió construir una plaza de comidas para que muchos comerciantes vendieran su producto a los comenzales, este se llamaría "El Chorizodromo de Cojute" esta promesa electoral nunca llegó a hacerse una realidad.
Los chorizos de Cojutepeque son bien conocidos en todo el país: de hecho, es posible comprarles en muchas ciudades de El Salvador, y no solamente en Cojutepeque. En la actualidad los chorizos son hechos de carne de cerdo, carne de res, sal, especias y hierbas, achiote, sal de cura y otros preservantes; aunque siempre surgen nuevas variantes de temporada, como chorizos de cangrejo, loroco, etc.

### Fiestas patronales
El 29 de junio de 1586 ya se había establecido en Cojutepeque el convento menor de dominicos, atendido por dos padres, en cumplimiento de lo prescrito en la Cédula Real del 7 de junio de 1550, que ordenaba que se procurará lo posible por enseñar a los indios de esa tierra, la lengua castellana, para que pudieran venir al conocimiento de nuestro verdadero Dios y ser instruidos en la fe.
El templo original de San Juan fue construido por los dominicos en 1612, quienes colocaron al pueblo bajo la advocación de San Juan Bautista, a quien los indios debían honrar con sus fiestas el 29 de agosto.
Los dominicos construyeron posteriormente el templo de San Sebastián, a cuatro cuadras del noroeste del de San Juan, debido a que el crecimiento del poblado se venía conformando de oriente a poniente en la dilatada loma de la falda norte del cerro y cuyas fiestas se celebran el 20 de enero.
Las fiestas patronales son dos: una que se desarrolla en el mes de enero dedicadas a la Inmaculada Concepción de María y San Sebastián Mártir, patronos de la ciudad y otra desarrollada en el mes de agosto dedicada a San Juan Bautista, conocida como la feria de agosto.
En la fiesta de enero se desarrolla la procesión de las imágenes de la Inmaculada Concepción conocidas como las conchitas, que recorren las principales calles de la ciudad, saliendo de la iglesia "El Calvario". La carroza de las Conchitas es conocida como la nube el día 18 y 21 del mismo mes. Es muy característico el descubrimiento, donde una de las imágenes que va oculta a lo largo de la procesión, se descubre a los feligreses en la esquina suroeste del parque Rafael Cabrera. Al momento del descubrimiento hay fuegos artificiales y toca la banda regimental, posteriormente se reza una Salve en cada esquina de dicho parque.
El día 21 de enero también había otra procesión dedica a las "Conchitas", no obstante en la última década del siglo XX, estando como párroco el Pbro. Jesús Octavio Cruz, se cambió por una procesión dedicada a San Sebastián que sale de la iglesia de Santa Lucía.

#### Origen del día típico
Las fiestas venían declinando en la primera mitad del siglo XX. Esa declinación dio motivo a una serie de pláticas privadas de jóvenes de los años 39 y 40 del siglo pasado para ver qué innovaciones podrían introducirse a las fiestas de los cojutepecanos. Fue así como en los primeros días del mes de noviembre de 1940 se reunieron en el salón principal de la alcaldía municipal las siguientes personas: don Faustino Alfaro, don Casiano Moreira, don Gonzalo Cabezas, don Carlos Novellinoh, don Pedro Ángel h., don Alonso Bustamante, don Alonso Alegría, don Enrique Cardona, y doña Cristina Navarrete, con el objeto de discutir la idea surgida en el otrora parque viejo (Francisco Menéndez) por un grupo de jóvenes que comentaban la proximidad de las fiestas titulares de la población. Alguien de los allí asistentes antes mencionados sugirió la idea de celebrar un Día Típico, a fin de darle otro rostro a la fiesta enerina.
La opinión maduró días después, al celebrar la primera sesión referida, con asistencia de miembros de las diferentes clases sociales de aquel entonces, quienes ofrecieron apoyo incondicional al comité que se organizara, el cual quedó integrado así:
- Presidente: Br. Pedro Ángel H.
- Vocales: Br. José Romero h., don Carlos Novellino h., don Enrero h., don Carlos Novellino h., don Enrique Cardona, don Alonso Bustamante, don Faustino Alfaro, don Ricardo Cuellar, don Emilio A. Saca.
- Secretario: don Casiano Moreira.
- Prosecretario: don J. Armando Dueñas C.
- Tesorera: Sra. Cristina Mena de Navarrete.

En una de las sesiones celebradas se acordó por unanimidad de votos elegir la Reina del patrimonio del Departamento de Cuscatlán: la Caña de Azúcar, aunque no hubo consenso para determinar si a la futura soberana se le denominaba Reina de la Panela o Reina del Atado. 
Pero al reanudarse el tema, prevaleció la idea de elegir una Reina de la Caña de Azúcar.
El 31 de diciembre de 1940 fue elegida como la primera Reina de la Caña Azúcar la señorita Merceditas Díaz. Otra de las aspirantes al título fueron las señoritas Carmencita Soler y Martita Rivas. La elección fue popular y se desarrolló por medio de votos que se encontraban en el periódico, participando de todos los departamentos del país.
El 17 de enero de 1941 se celebró el primer día típico en Cojutepeque. Se celebraron muchas actividades con gran vistosidad y alegría. En la madrugada de ese día hubo cohetes, música de guitarras. Al mediodía, salió la carroza titulada Idilio Cuscatleco, que representaba a una pareja que arrullaba a orilla de un pozo.
En la tarde, la señorita Mercedes Díaz fue acompañada con sus damas de honor, todas vestidas con sus trajes típicos, y fue coronada en el atrio de la iglesia de San Sebastián por el Dr. Alfredo T. Ferrufino, presidente del Comité Pro Día Típico, y la salutación oficial corrió a cargo del Dr. Guillermo Rosales.
Ese mismo día fue cantada la Canción Típica, compuesta por J. Armando Dueñas C.
Una estrofa de la canción dice lo siguiente: 17 de enero glorioso, los muchachos alegres están, anuncia al pueblo de Cojute, que llega el momento de gran ansiedad
Las costumbres de esta festividad han cambiado en distintos aspectos. Antes el día típico se caracterizaba porque las personas asistentes al baile, que se realizaba en las noches, se vestían típicamente con pañuelos y sombrero. Las mujeres vestían trajes con mucho colorido, con trajes de manta.
Actualmente esta tradición se ha ido perdiendo, ya que ahora no se ve este tipo de vestuario.
En la actualidad se desarrolla el tradicional desfile típico, donde las reinas de los distintos barrios, colonias o instituciones desfilan en carretas artísticamente decoradas con elementos alusivos a la producción de la caña de azúcar y vistiendo trajes típicos.
Las fiestas de enero, en honor de la Inmaculada Concepción y San Sebastián, se han ido celebrando cada año de forma ininterrumpida con excepción del 2001, ya que se vieron afectadas por los terremotos que sucedieron en esas fechas. El primer terremoto del día 13 de enero de 2001, causó graves daños a lo largo del territorio nacional, ese mismo día por la tarde se esperaba celebrar la coronación de la Reina de la Caña de Azúcar y después el baile típico.

## Fechas importantes
- 20 de noviembre de 1846: La Villa de Cojutepeque obtuvo el título de ciudad leal, por Decreto Ejecutivo expedido el por el presidente del Estado Eugenio Aguilar y refrendado por el ministro de Relaciones y Gobernación Francisco Dueñas.
- 17 de abril de 1854: Un terremoto destruyó completamente a la ciudad de San Salvador, capital del Estado, obligando al presidente José María San Martín a trasladar temporalmente a la ciudad de Cojutepeque la sede del Gobierno. Cojutepeque fue la capital interina de El Salvador hasta el 28 de junio de 1858 fecha en que el senador don Gerardo Barrios, a la sazón Encargado del Supremo Poder Ejecutivo, emitió en esta ciudad un Decreto ordenando la traslación de las autoridades a la antigua ciudad de San Salvador, lo que se efectuó el día siguiente.
- 12 de noviembre de 1861: el Supremo Gobierno que presidía el capitán general don Gerardo Barrios, expidió el Reglamento de Gobernadores, Jefes de Partido, Concejos Municipales, Alcaldes y Jueces de Paz, en cuyo artículo 1.º se establece que el departamento de Cuscatlán está constituido por los distritos de Cojutepeque, Suchitoto e Ilobasco, y que es cabecera y residencia de su Gobernación, la ciudad de Cojutepeque. Anteriormente la cabecera departamental correspondía a Suchitoto.
- 23 de noviembre de 1949: Quedó terminada la artística gruta donde fue colocada la imagen de Nuestra Señora del Rosario de Fátima.
- 25 de noviembre de 1949: A las 16 horas y media, se realizó la entronización de Nuestra Señora del Rosario de Fátima en la gruta.
- 27 de abril de 1929: En la parte sur del Cerro de las Pavas la Asociación Nacional de Telecomunicaciones (ANTEL) instaló una antena repetidora de microondas.
- 28 de agosto de 1982: Se inauguró el adoquinamiento mixto de la Calle del Cerro de las Pavas. Esta obra inició el 1 de octubre de 1979. El alcalde Daniel Antonio Velasco, manifestó que en la obra se invirtieron 385.624,63 colones.
- 13 de febrero del 2001: Un fuerte terremoto daña gran parte la ciudad, los barrios más afectados son: San José, San Nicolás y El Calvario, así como las colonias de la zona sur. Al encontrarse el Cerro de las pavas en la zona más vulnerable, la gruta de la Virgen de Fátima fue destruida y en su lugar se construyó un santuario donde se encuentra otra imagen de la Virgen de Fátima, traída de España.

## Personas ilustres
- Irma Lanzas, escritora.
- Raúl Contreras, escritor.
- Julia Díaz, pintora.
- Ana Dolores Arias, poeta.
- José Luis Torres Valdés, etnólogo y profesor.
- Rolando Alirio Mena, periodista y locutor.
- Rene Mena Medina, futbolista, exjugador del Águila FC, Alianza FC, Telecomunicaciones de Guatemala y Ex-selecionado Nacional.